# Jean Magrou
Jean Marie Joseph Magrou (22 de outubro de 1869 – 1945) foi um escultor francês, nascido em Béziers, França. Magrou foi cavaleiro da Ordem Nacional da Legião de Honra.

Ele é reconhecido por ter esculpido estátuas de figuras históricas importantes do Brasil, como a do imperador Dom Pedro II, e da Princesa Isabel, ambas expostas na Catedral São Pedro de Alcântara, em Petrópolis.  Outra obra de destaque é a estátua de  João Francisco Lisboa, localizada na Praça João Lisboa, no Maranhão.

Obras de Jean Magrou
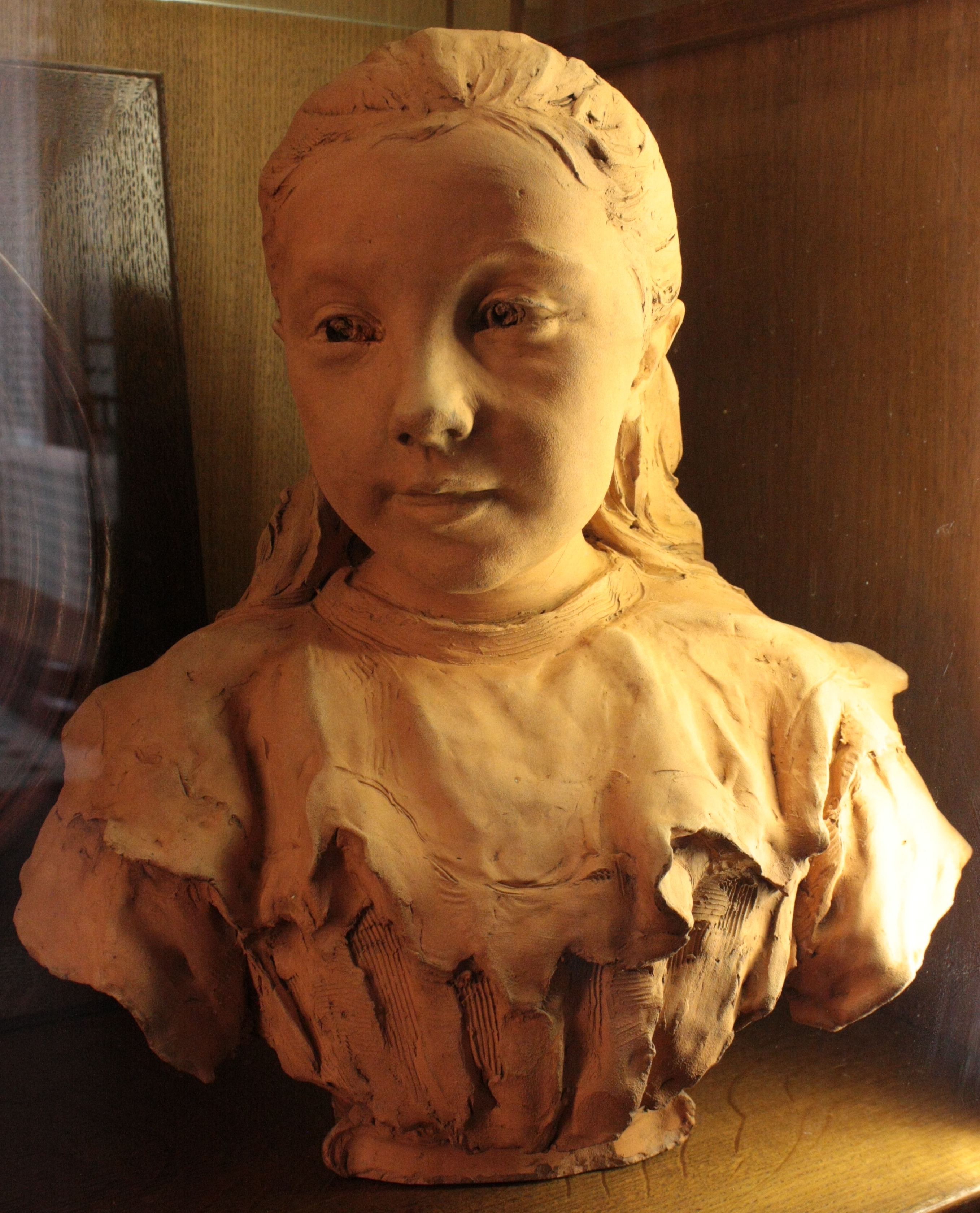
Busto de uma menina, Suzanne Belleudy (1895), Museu de Belas Artes de Béziers.
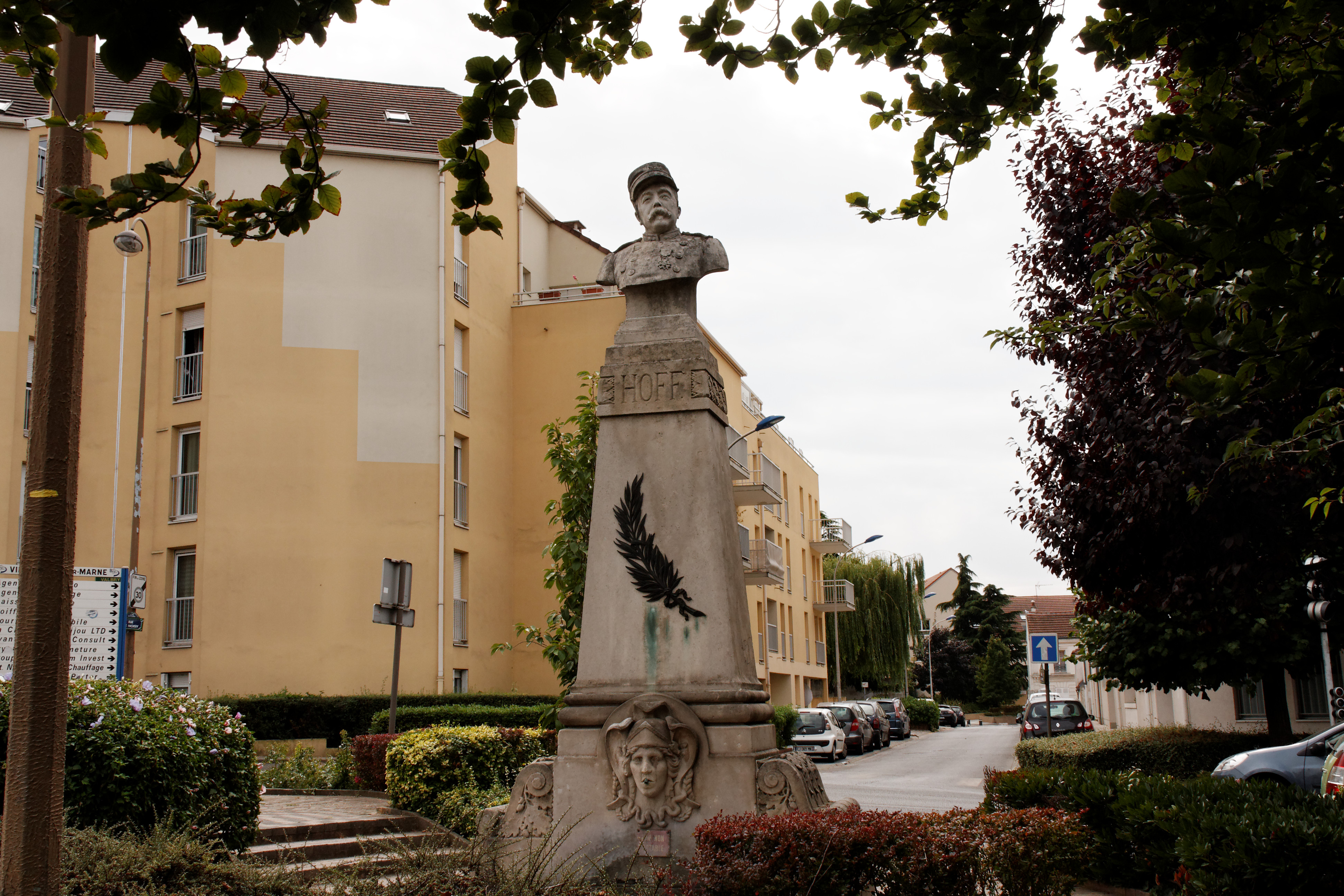
Monumento ao Sargento Hoff (1903), Bry-sur-Marne.
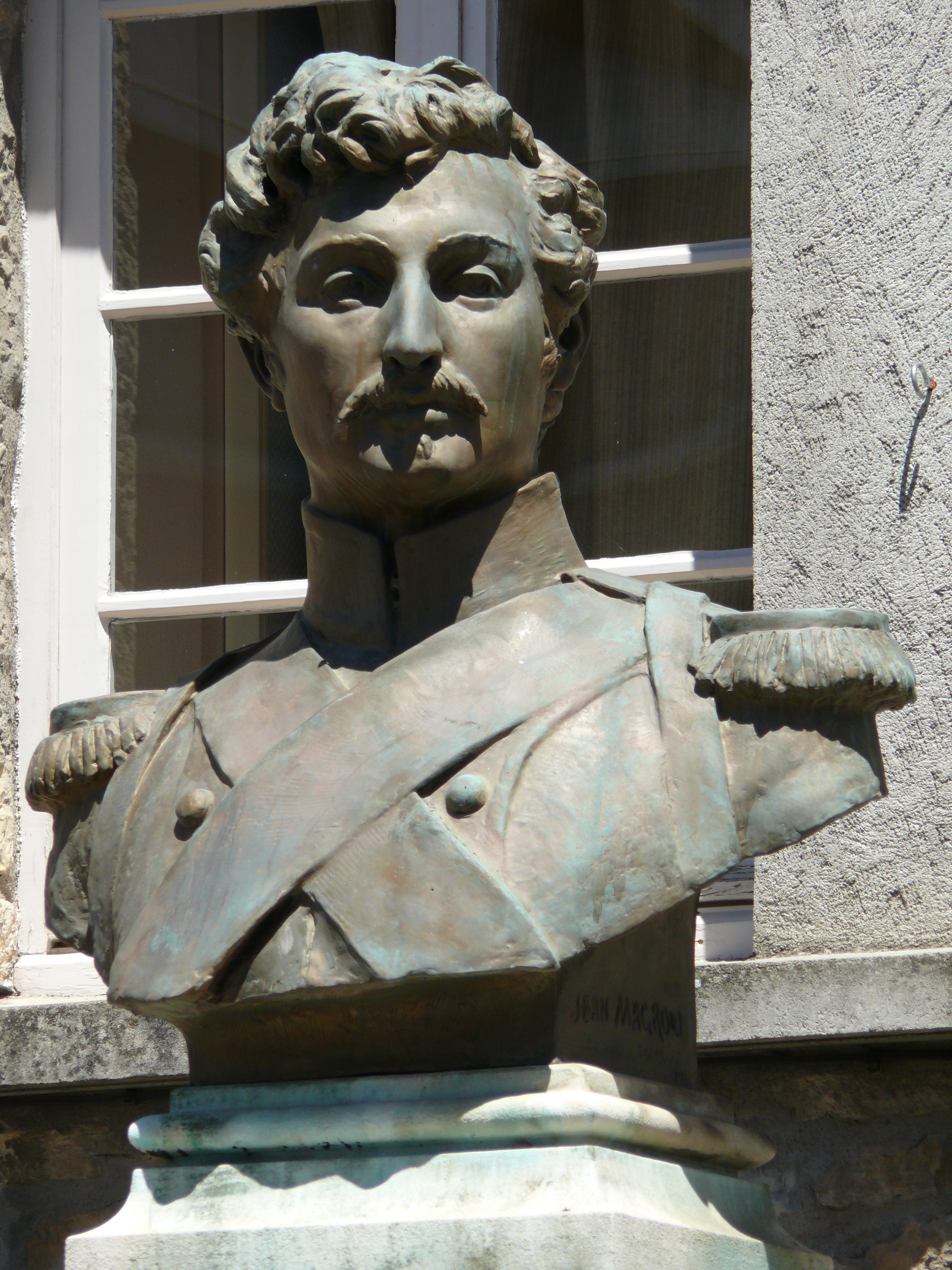
Monumento a Jean-François Bories (1904, detalhe),  Villefranche-de-Rouergue.
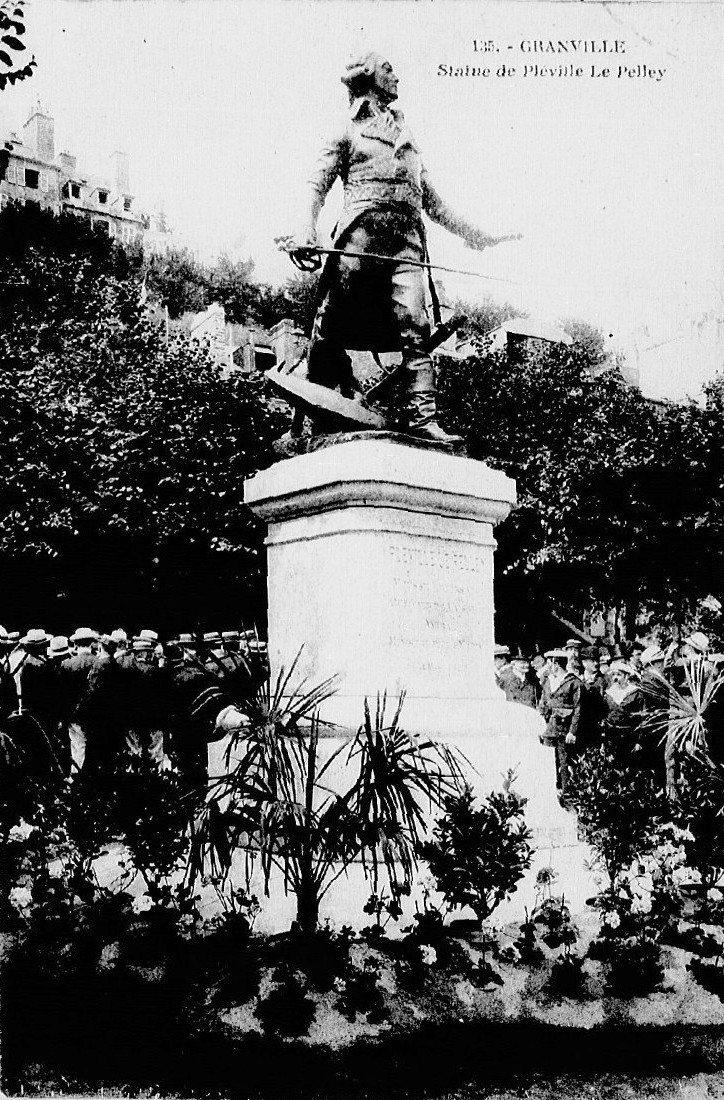
Monumento ao Almirante Pléville Le Pelley (1907),Granville (obra destruída).
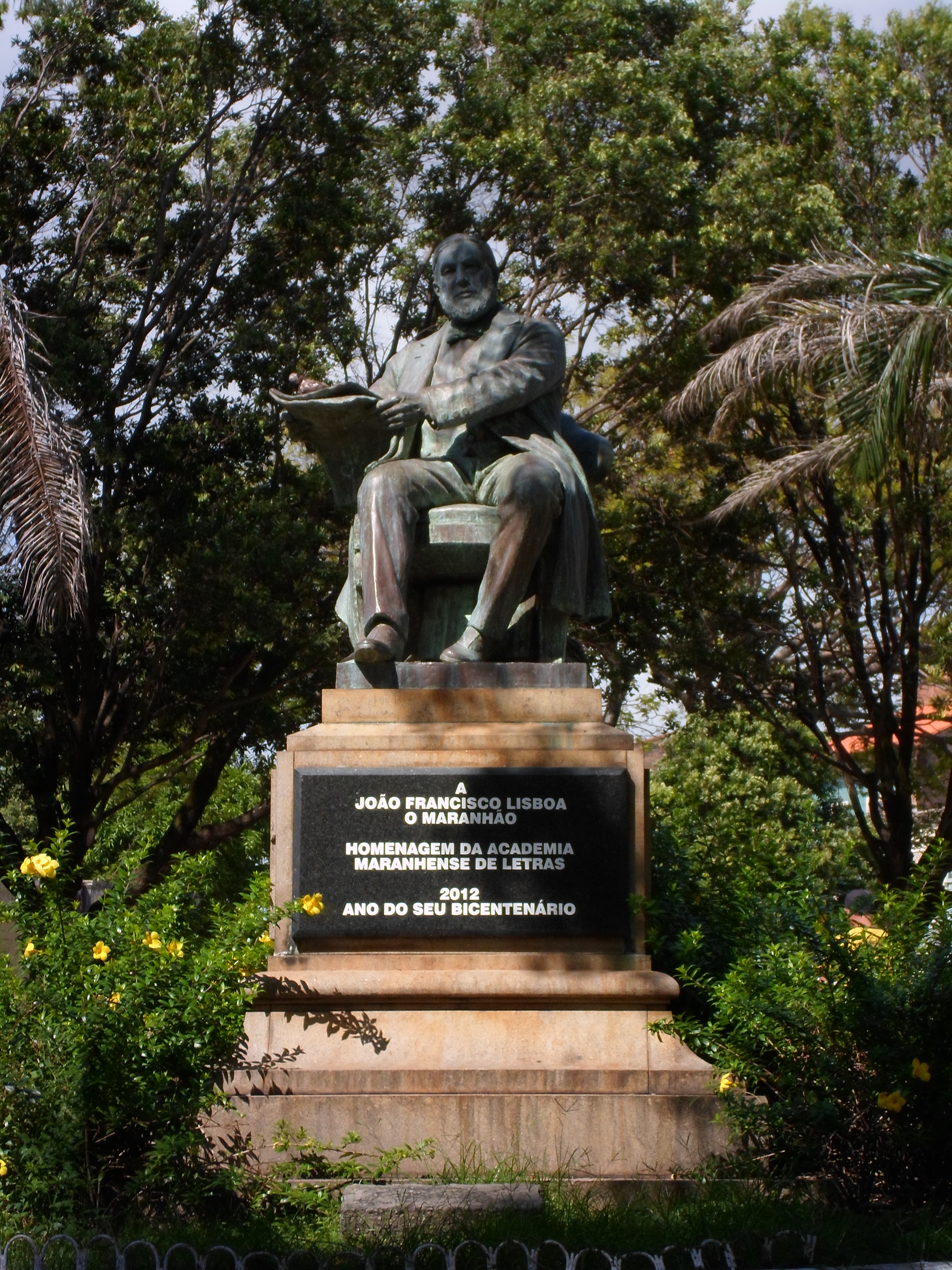
Monumento a João Francisco Lisboa (1918), São Luís.
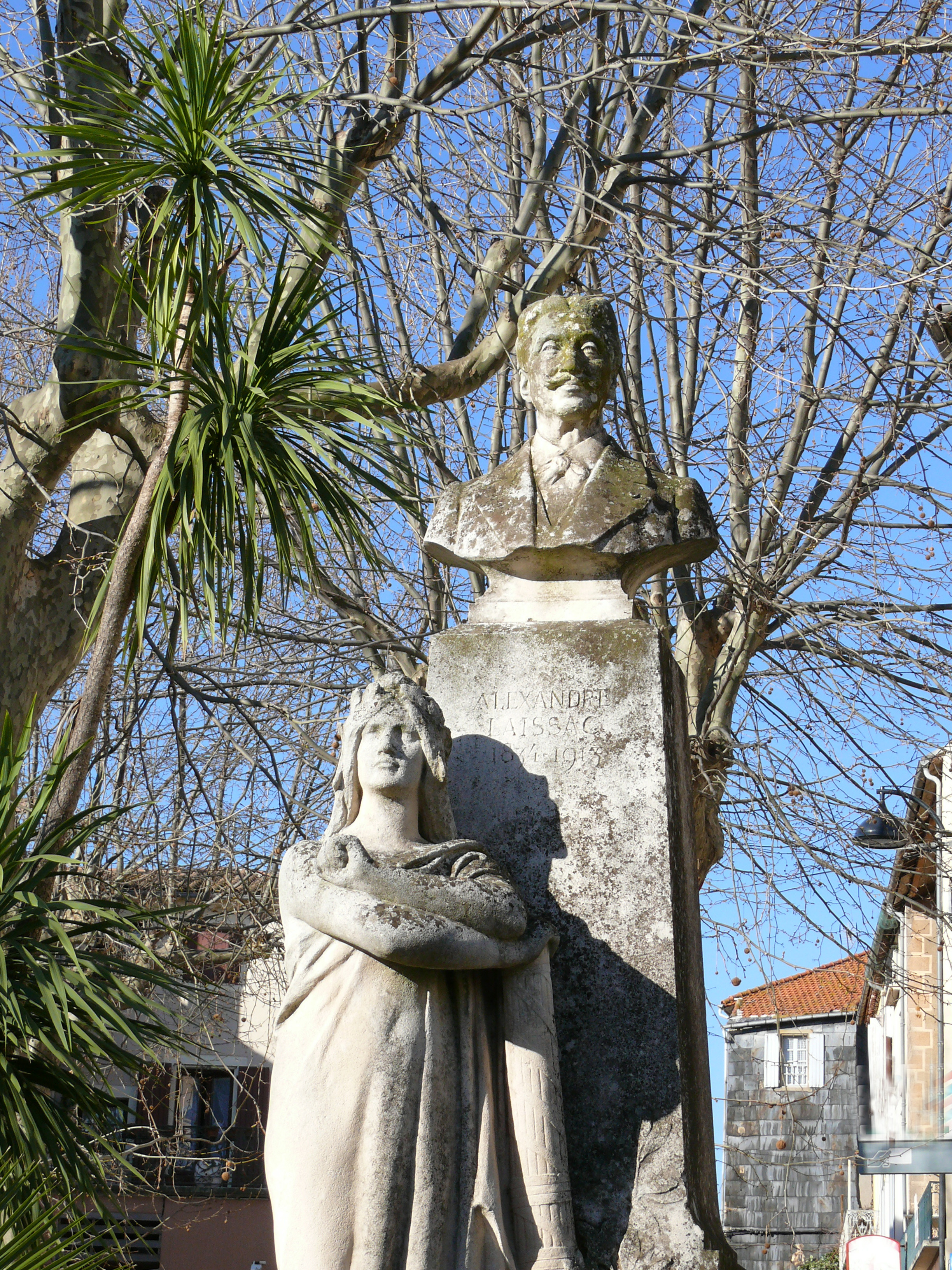
Monumento a Alexandre Laissac (1920, détail), Olargues.
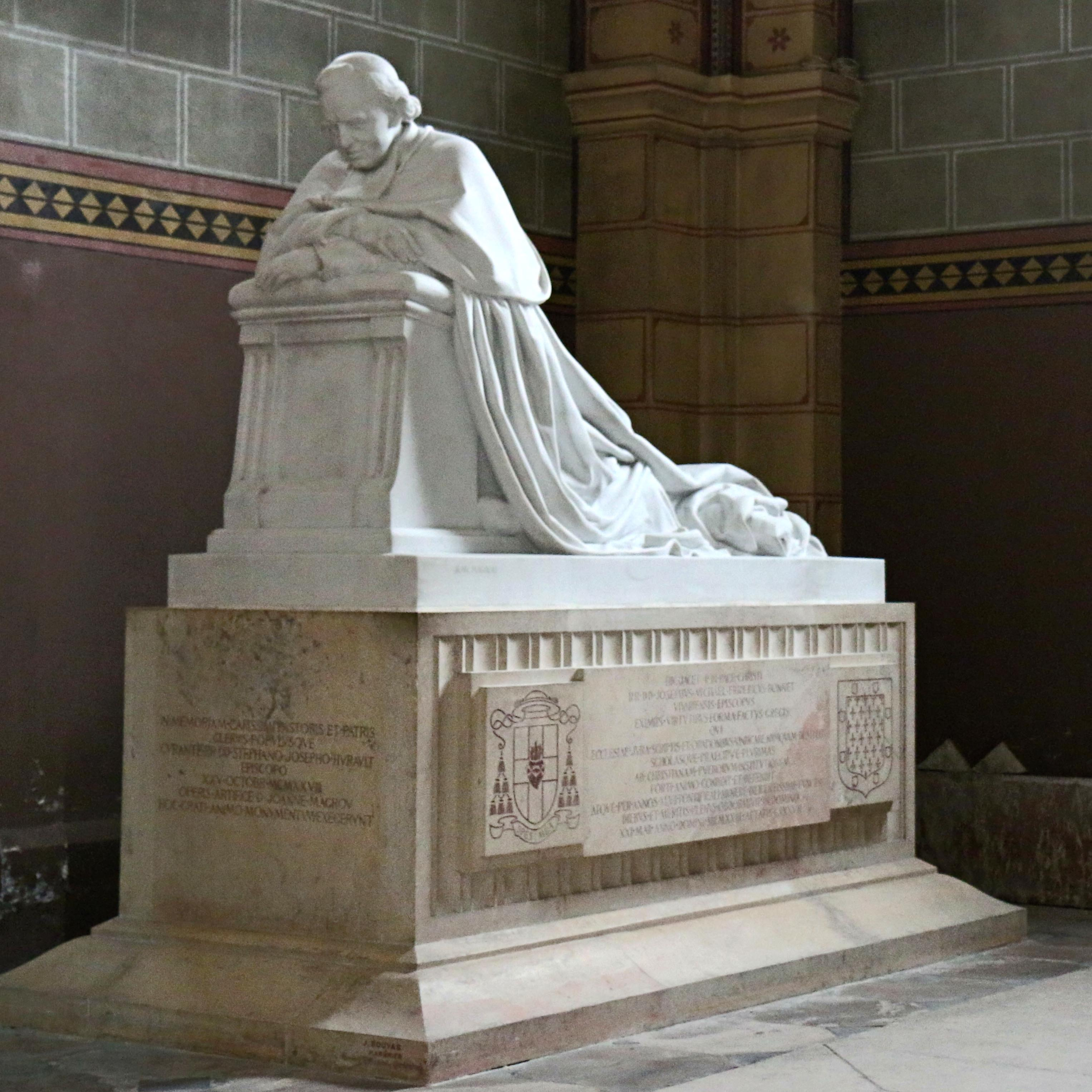
Monumento funerário do Bispo Bonnet (1928), Viviers.
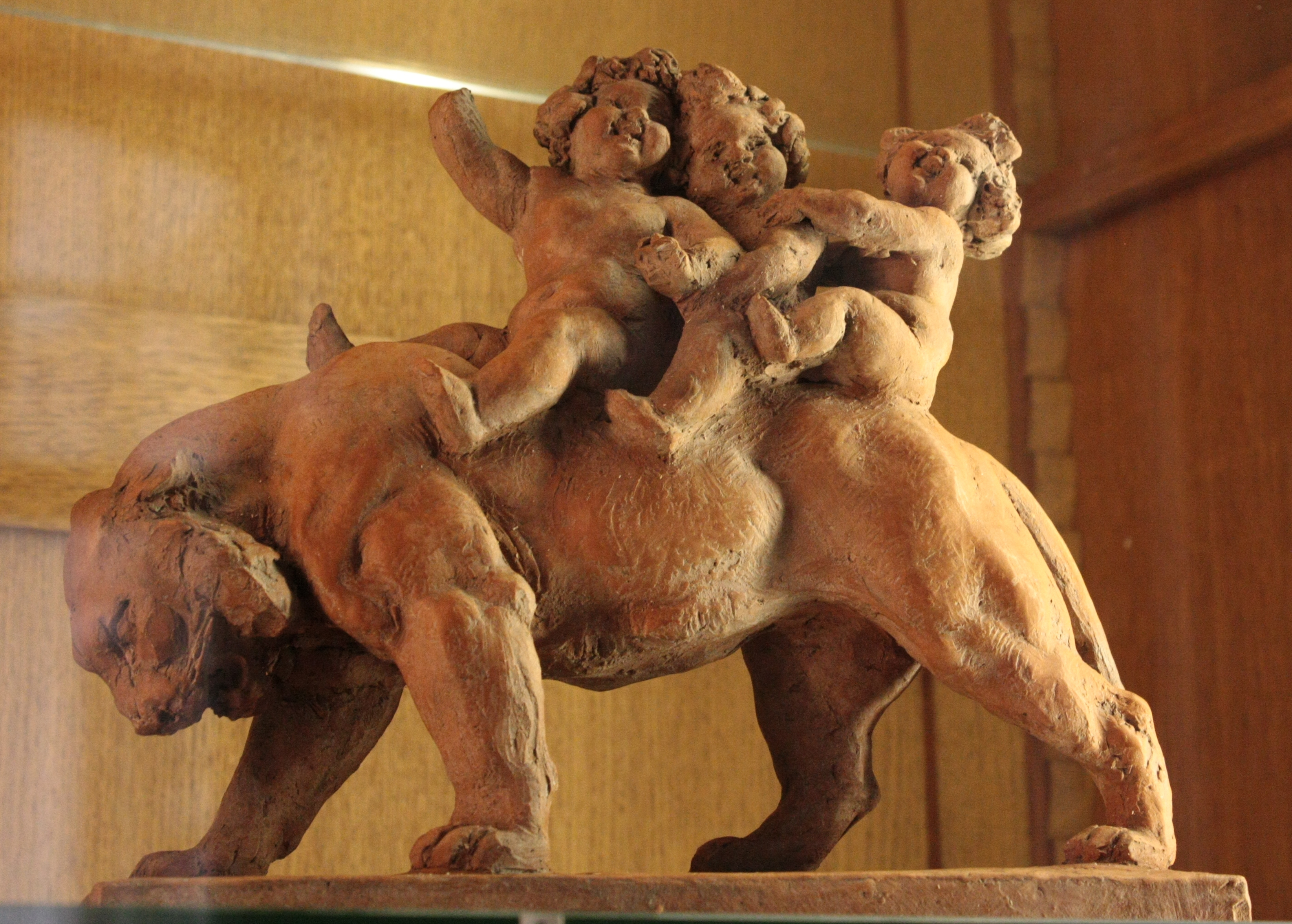
Leão carregando três crianças nas costas, Museu de Belas Artes de Béziers.
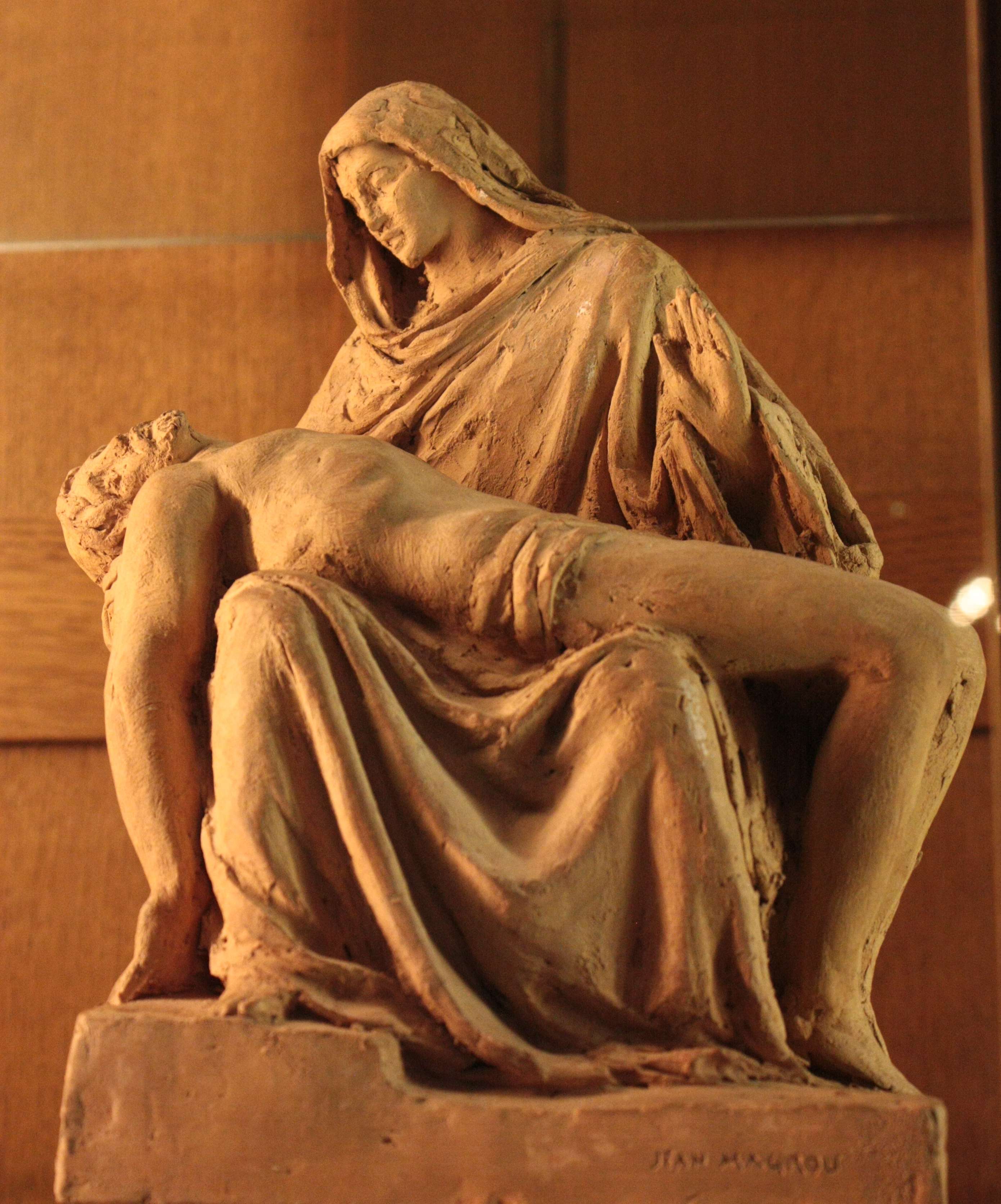
Pietà, Museu de Belas Artes de Béziers.